# César Rosales
César Miguel Rosales Tardío (Lima, Provincia de Lima, Perú, 9 de noviembre de 1970) es un exfutbolista peruano de ascendencia japonesa. Jugó como volante derecho.

## Trayectoria

### Menores
Durante su juventud pasó por varios equipos, como el de su colegio el INEI 46 de Vitarte, el club Laive de la misma liga (Vitarte) y el colegio Catacora de Santa Clara.

### Profesional
Tras su paso por el Club Laive de Vitarte, fichó por León de Huánuco en 1989 marcando 10 goles en 20 partidos. Fue parte del Club Esther Grande de Bentín entre 1990 y 1991 bajo la conducción de Cesar Tagle, luego ficha por el Ciclista Lima donde jugó entre 1992 y 1994 anotando 25 goles en 30 partidos; en el cuadro tallarinero hizo buena dupla con el brasileño Gerson Lente, a quien asistió en tantos goles que para el mismo. En 1995 Rosales se enroló al Club Alianza Lima donde tuvo un grato paso anotando 30 goles en 40 partidos jugados entre 1995 y 1998. 
Sus grandes actuaciones le valieron ser fichado por el Paniliakos F.C. de Grecia. Se quedó en el país europeo hasta el año 2007, año en el que se retiró en el Vyzas FC tras haber jugado por Agios Dimitrios, Fostiras y Kavala.

## Estadísticas

### Clubes
| Club                    | País   | Año         | Partidos | Goles |
| ----------------------- | ------ | ----------- | -------- | ----- |
| León de Huánuco         | Perú   | 1989        | 20       | 10    |
| Esther Grande de Bentín | Perú   | 1990 - 1991 | ?        | ?     |
| Ciclista Lima           | Perú   | 1992 - 1994 | 30       | 25    |
| Alianza Lima            | Perú   | 1995 - 1997 | 54       | 30    |
| Paniliakos              | Grecia | 1998 - 2000 | 71       | 11    |
| Kavala                  | Grecia | 2000 - 2001 | 30       | 10    |
| Fostiras                | Grecia | 2002 - 2003 | 25       | 10    |
| Agios Dimitrios         | Grecia | 2003 - 2005 | 6        | 2     |
| Vyzas FC                | Grecia | 2005 - 2007 | 22       | 2     |

## Palmarés
| Título           | Club         | País | Año  |
| ---------------- | ------------ | ---- | ---- |
| Torneo Apertura  | Alianza Lima | Perú | 1997 |
| Torneo Clausura  | Alianza Lima | Perú | 1997 |
| Primera División | Alianza Lima | Perú | 1997 |